# فلاویو آناستازیا
فلاویو آناستازیا (ایتالیایی: Flavio Anastasia؛ زادهٔ ۳۰ ژانویهٔ ۱۹۶۹) دوچرخه‌سوار اهل ایتالیا است.
وی در مسابقات کشوری و بین‌المللی در مجموع برندهٔ ۱ مدال نقره شده‌است.